# Dieaw Suwanwaenthong
Dieaw Suwanwaenthong (เดียว สุวรรณแว่นทอง), sinh ngày năm 1990, là một ca sĩ, nhạc sĩ người Thái Lan.

## Danh sách đĩa nhạc
- "Lom Hai Jai Plai Dam Kwan"
- "Khob Khun Thee Ther Rak"
- "Rak Nong Tong Klam"
- "Mek Bang Fa"
- "Ya Lueam Mae"
- "Nang Nai Fan"